# A/S Dansk Farveri- og Merceriseringsanstalt
A/S Dansk Farveri- & Merceriseringsanstalt blev anlagt af fabriksejer, grosserer Christian Steen Hasselbalch i 1910 på adressen Mortonsvej i Kgs. Lyngby. Forbehandling, farvning og efterbehandling af tekstiler af bomuld og rayon blev med stor succes produceret på fabrikkens anlæg, og især efter 2. verdenskrig blev maskiner udskiftet med moderne specialmaskiner, merceriseringsanlæg, spænderammer, Sanforanlæg (krympemaskine) og kalander til den afsluttende finish.
Datterselskabet A/S Dansk Rayon Væveri, Klampenborgvej i Kgs. Lyngby, der var tyskejet indtil krigens slutning, blev i 1946 opkøbt af Hasselbalch-koncernen, som efter Chr. Hasselbalchs død i 1925 også var ejer af fabrikken på Mortonsvej. I midten af 1960'erne besluttede koncernledelsen at flytte væveriproduktionen af rayon fra Klampenborgvej til Mortonsvej, hvor der herefter var væveri og farveri. I en periode i 1960'erne var der også på Mortonsvej en omfattende produktion af duge med trykte motiver. I 1970/71 blev Hasselbalch-koncernens fabrik på Mortonsvej overtaget af B.W. Wernerfelt i Søborg.